# Pinus amamiana
Espèce
Classification phylogénétique
Statut de conservation UICN

 EN A3ce; B1ab(iii,v)+2ab(iii,v) : En danger
Pinus amamiana est une espèce de pins originaire du Japon.